# رسالة في الرسم

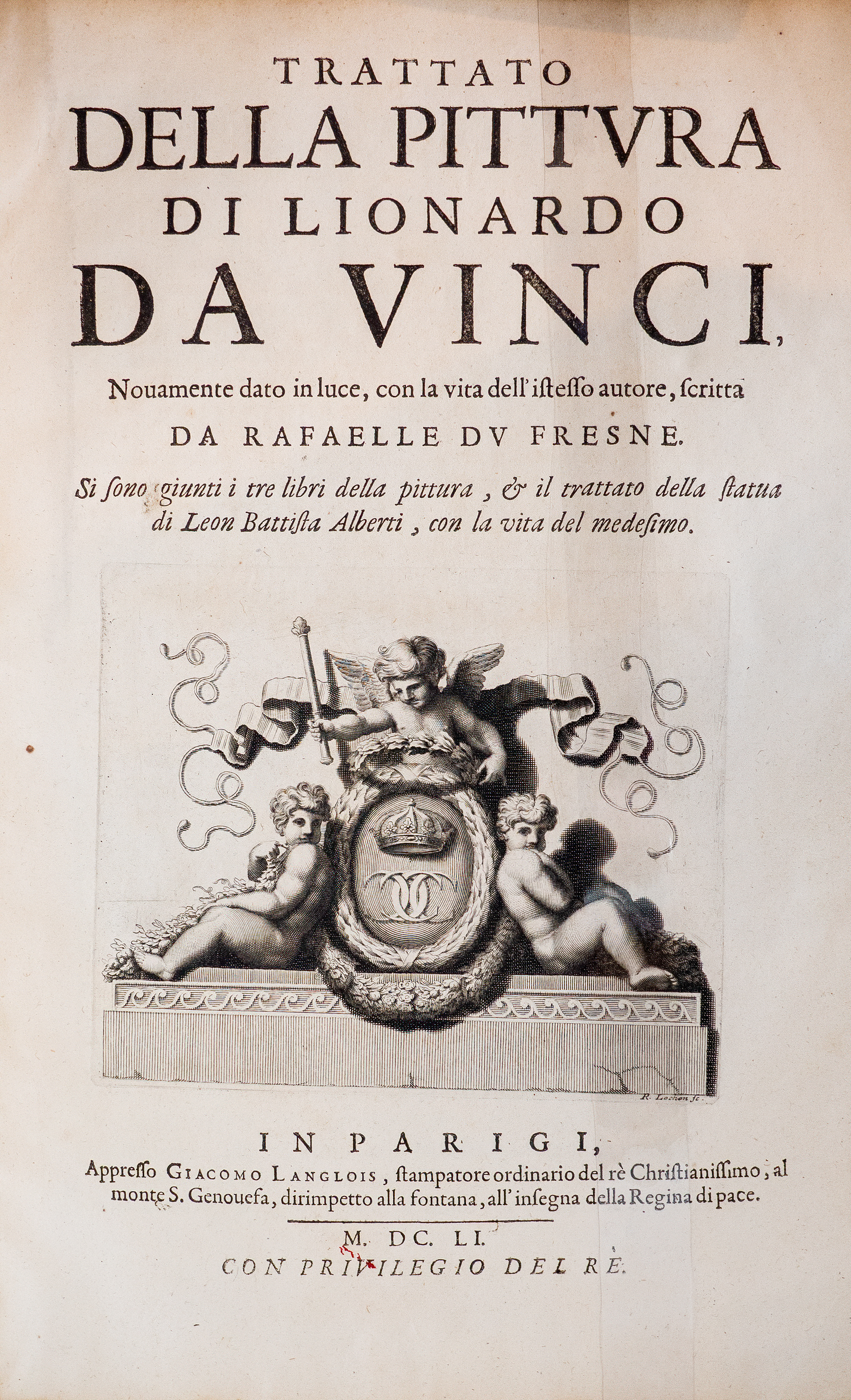
رسالة في الرسم (Trattato della pittura) ، 1651

مقال عن الرسم (بالإيطالية: Trattato della pittura)‏ عبارة عن مجموعة من كتابات ليوناردو دا فينشي دخلت في دفاتر ملاحظاته تحت العنوان العام «على الرسم». بدأت المخطوطات في ميلانو بينما كان ليوناردو تحت خدمة لودوفيكو سفورزا وجمعها وريثه فرانشيسكو ميلزي. نُشرت الدراسة لأول مرة في فرنسا عام 1632 ؛ بعد إعادة اكتشاف نسخة ميلزي في مكتبة الفاتيكان، نُشر البحث في شكله الحديث في عام 1817.
كان الهدف الرئيسي من الرسالة هو القول بأن الرسم كان علمًا.  تتجلى ملاحظة ليوناردو الحادة للتعبير والشخصية في مقارنته بالضحك والبكاء، والذي يشير إلى أن الاختلاف الوحيد بين العواطف من حيث «حركة ملامح الوجه» هو «إزعاج الحواجب، الذي يضاف في البكاء، ولكن أكثر ارتفاعًا وممتدًا في الضحك».
في عام 1937، كتب ماكس إرنست في كتاب كتب فنية أن نصيحة ليوناردو بشأن دراسة البقع على الجدران تسببت في «هوس بصري لا يطاق».  تُحتفظ بجميع إصدارات الدراسة في مكتبة إلمر بيلت في فينشيانا بجامعة كاليفورنيا.

## التاريخ
بدأت المخطوطات في ميلانو بينما كان ليوناردو تحت خدمة لودوفيكو سفورزا (بين عامي 1482 و 1499)، حيث تم العمل عليها بشكل كبير على مدى السنوات الخمس والعشرين الأخيرة من حياة ليوناردو.  استمدت الأعمال المنشورة لاحقًا في هذه المجموعة من كتابة ليون باتيستا ألبيرتي وسينينو سينيني. عند وفاة ليوناردو، ترك دفاتر ملاحظاته لتلميذه ووريثه فرانشيسكو ميلزي.  سيتم نشرها، وهي مهمة ذات صعوبة كبيرة بسبب نطاقها وكتابة ليوناردو الفريدة. في وقت ما قبل 1542،   جمعت ميلزي الأوراق من أجل أطروحة عن الرسم من 18 من «كتب» ليوناردو (اختفى ثلثاها).  بعد وفاة ميلزي عام 1570، انتقلت المجموعة إلى نجله، المحامي أورازيو، الذي لم يكن مهتمًا في البداية بالمجلات،  ولكن تم تفريقها فيما بعد. 
نُشرت نسخة من الرسالة في فرنسا عام 1632. طُبعت في شكل مختصر بالفرنسية والإيطالية باسم رسالة في الرسم بواسطة رافائيل تريشيه دو فريسن عام 1651. بعد إعادة اكتشاف نسخة ميلزي في مكتبة الفاتيكان، كانت الرسالة نُشر لأول مرة بشكله الحديث عام 1817. 

## روابط خارجية
- ليوناردو دافنشي، أطروحة عن الرسم ، النص الكامل، archive.org
- ليوناردو دافنشي وأطروحته عن الرسم
- كتب Google: رسالة في الرسم
- أطروحة ليوناردو دافينشي للرسم: قصة أعظم أطروحة في العالم للرسم - أصولها وتاريخها ومضمونها وتأثيرها